# Juice Newton
Judith Kay "Juice" Newton, född 18 februari 1952 i Lakehurst, New Jersey, är en amerikansk pop- och country-sångerska. Hon har vunnit fem grammy-pris. Hon har varit aktiv sångerska sedan 1975. År 1977 spelade Juice Newton in låten "It's a Heartache", som följande år blev en hit med Bonnie Tyler.

## Diskografi
Studioalbum med Juice Newton & Silver Spur
- 1975 – Juice Newton & Silver Spur
- 1976 – After the Dust Settles
- 1977 – Come to Me

Studioalbum med Juice Newton (solo)
- 1978 – Well Kept Secret
- 1979 – Take Heart
- 1981 – Juice
- 1982 – Quiet Lies
- 1983 – Dirty Looks
- 1984 – Can't Wait All Night
- 1985 – Old Flame
- 1987 – Emotion
- 1989 – Ain't Gonna Cry
- 1998 – The Trouble with Angels
- 1999 – American Girl
- 2003 – American Girl, Volume 2
- 2007 – The Gift of Christmas
- 2010 – Duets: Friends & Memories

Singlar (urval)
- 1978 – "It's a Heartache"
- 1978 – "Hey! Baby"
- 1979 – "Lay Back in the Arms of Someone"
- 1981 – "Angel of the Morning" (US #4, US AC #1)
- 1981 – "Queen of Hearts" (US #2, US AC #2)
- 1981 – "The Sweetest Thing (I've Ever Known)" (US Country #1, US #7, US AC #1)
- 1982 – "Love's Been a Little Bit Hard on Me" (US #7, US AC #4)
- 1985 – "You Make Me Want to Make You Mine" (US Country #1)
- 1985 – "Hurt" (US Country #1)
- 1986 – "Old Flame" (US Country #5)
- 1986 – "Both to Each Other (Friends and Lovers)" (med Eddie Rabbitt) (US Country #1)
- 1986 – "Cheap Love" (US Country #9)
- 1986 – "What Can I Do with My Heart" (US Country #9)
- 1987 – "Tell Me True" (US Country #8)